# Arcidiocesi di Glasgow

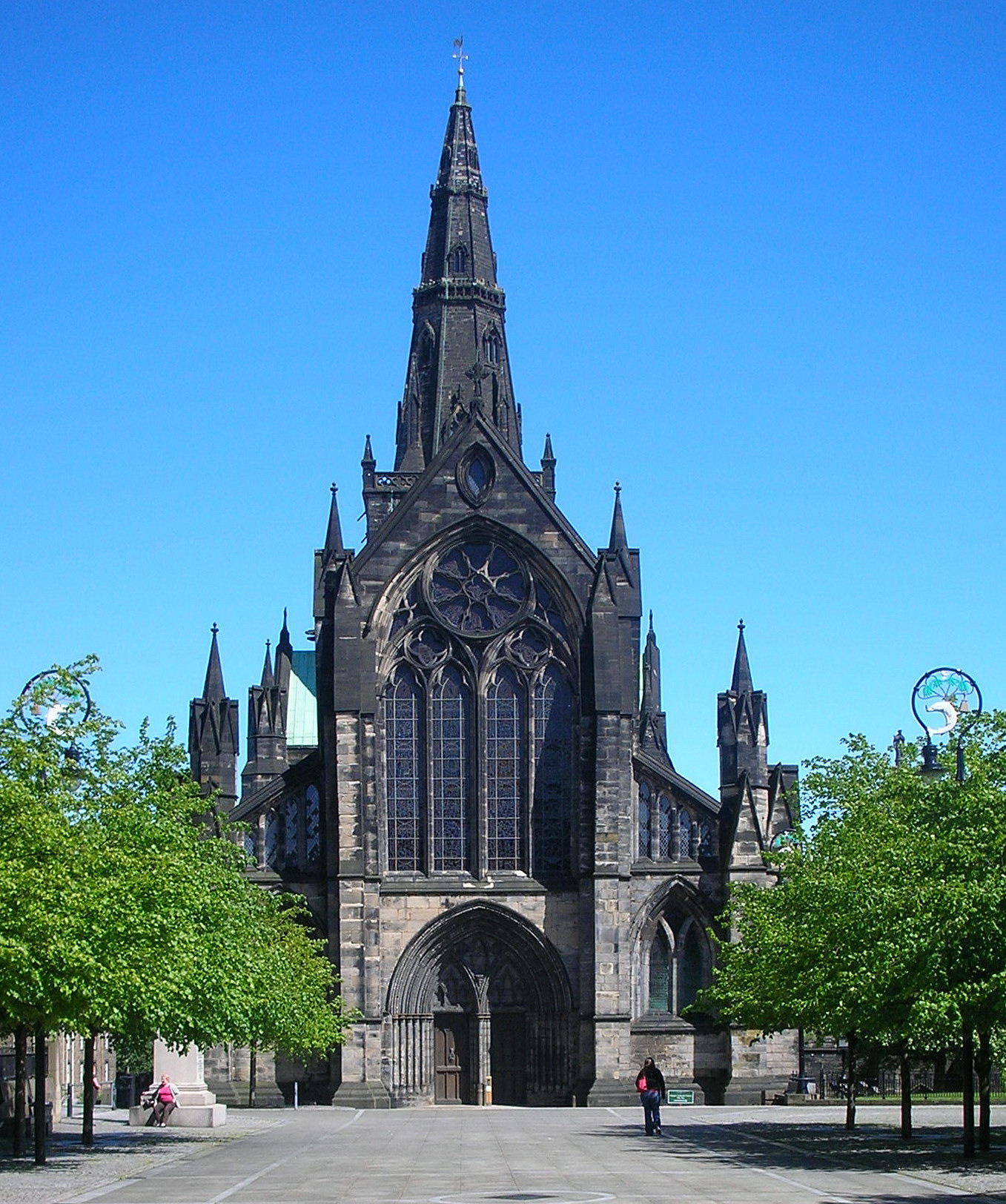
L'antica cattedrale cattolica di Glasgow, dedicata a san Mungo, appartenente ora alla Chiesa di Scozia.

L'arcidiocesi di Glasgow (in latino Archidioecesis Glasguensis) è una sede metropolitana della Chiesa cattolica in Scozia. Nel 2021 contava 218.170 battezzati su 822.300 abitanti. È retta dall'arcivescovo William Nolan.

## Territorio
L'arcidiocesi comprende le città di Glasgow, Cumbernauld, Bearsden, Bishopbriggs e Milngavie, Dumbarton, Balloch e Garelochhead.
Sede arcivescovile è la città di Glasgow, dove si trova la cattedrale di Sant'Andrea.
Il territorio si estende su 825 km² ed è suddiviso in 89 parrocchie.

### Provincia ecclesiastica
La provincia ecclesiastica di Glasgow, istituita nel 1947, comprende 2 suffraganee, istituite entrambe il 25 maggio 1947:
- la diocesi di Motherwell,
- la diocesi di Paisley.

## Storia

### Origini
Le origini dell'antica diocesi di Glasgow sono avvolte nell'oscurità e nell'incertezza. Secondo la tradizione, il primo vescovo di Glasgow sarebbe stato san Mungo (noto anche come Kentigern) nel VI secolo. Questa tradizione tuttavia si fonda sulle vite del santo, che non sono anteriori al XII secolo, epoca in cui era viva la polemica che contrapponeva la Chiesa di Glasgow a quella di York: quest'ultima rivendicava la sua giurisdizione metropolitica sulla sede di Glasgow, la quale invece affermava con forza la propria indipendenza. È pur vero che il regno di Strathclyde, di cui Glasgow era il centro principale, essendo un regno cristiano, ebbe quasi certamente dei vescovi, ma non se ne conosce nessuno fino all'XI secolo.
I primi vescovi conosciuti dopo Mungo sono noti solo grazie alla documentazione prodotta a York, ma ignoti alla tradizione sviluppatasi a Glasgow. Si tratterebbe dei vescovi Magsuea (MacSuein?) e Giovanni, consacrati dall'arcivescovo Kynsige di York († 1060), e Michele, consacrato dall'arcivescovo Tommaso (1109-1114). Secondo gli storici, la reale esistenza storica di questi vescovi è sospetta, visto che York cercava di estendere i suoi diritti metropolitici sulla sede di Glasgow.
Invece, circa la documentazione prodotta a Glasgow, il più antico documento che parla della sede vescovile in questa città è un resoconto (notitia), redatto prima del 1125, nel quale si racconta, alla presenza del re Davide I, la fondazione e la storia della diocesi: si parla di san Mungo, delle devastazioni e distruzioni subite dalla città, ma non si nomina nessun altro vescovo. Il documento prosegue raccontando come sia stato il re Davide a restaurare la diocesi di Glasgow, scegliendo come vescovo il suo cappellano e precettore Giovanni, con il consenso di papa Pasquale II. Questo fatto sarebbe avvenuto attorno agli anni 1114/1118. Secondo gli storici, questo memoriale va preso con le dovute cautele, visto il tono fortemente anti-York presente nel testo, che rappresenterebbe perciò il punto di vista di Glasgow.
Comunque siano andate le cose, è certo che Giovanni è il primo vescovo storicamente documentato di Glasgow, la cui organizzazione ecclesiastica fu dovuta in larga misura alla politica religiosa di re Davide I.

### Prima della Riforma

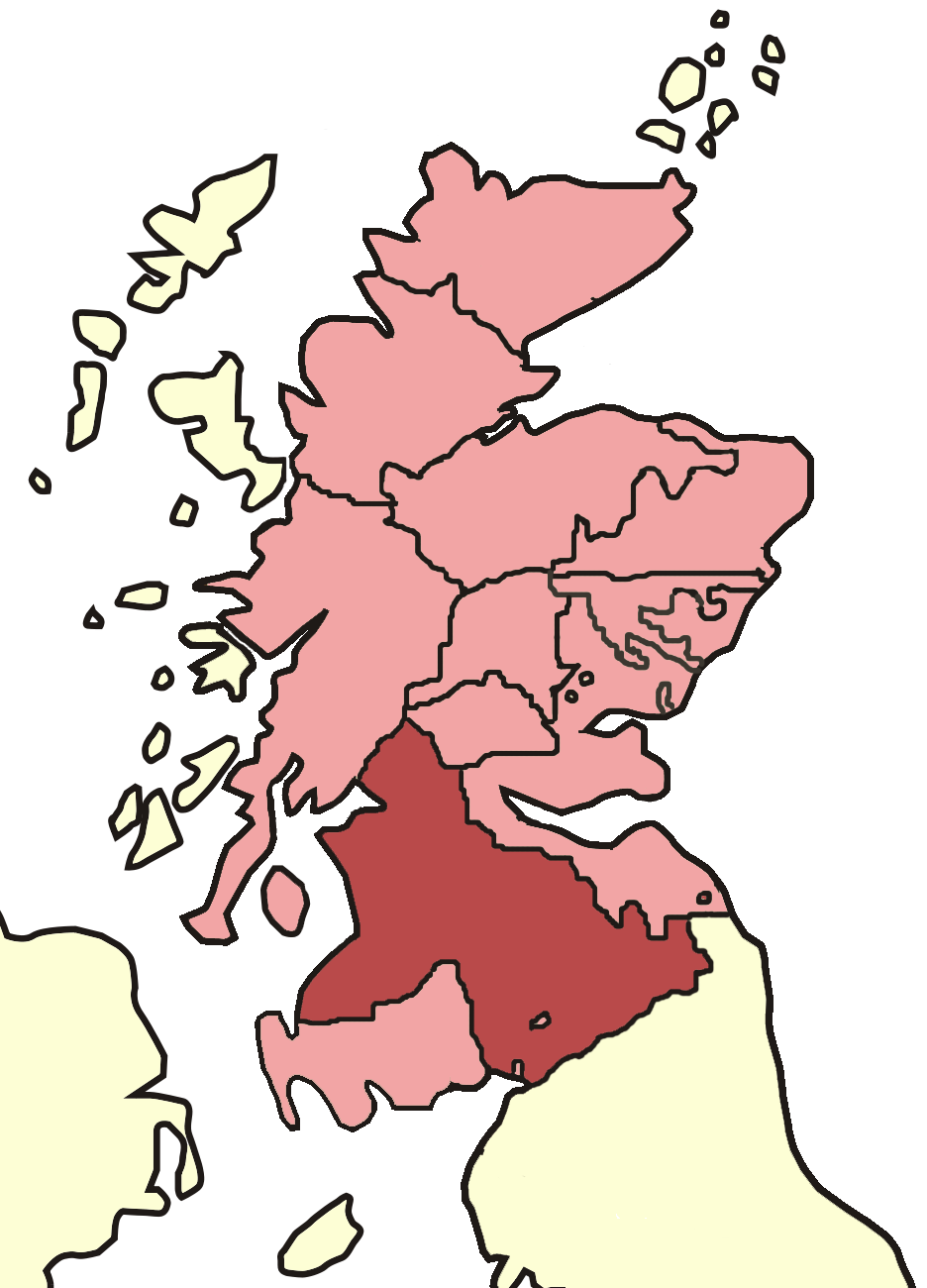
Territorio della diocesi medievale di Glasgow

La prima preoccupazione del vescovo Giovanni fu la costruzione della cattedrale, consacrata il 7 luglio 1136. Di questa chiesa non resta quasi più nulla. La cattedrale fu ingrandita dal vescovo Jocelin nel 1181 e consacrata in epoca incerta, ma non prima del 1197. Assieme alla cattedrale, Giovanni fondò anche il capitolo dei canonici.
La diocesi di Glasgow riuscì a mantenere la propria indipendenza contro le pretese degli arcivescovi di York. Tuttavia, poiché la Scozia non aveva nessuna sede metropolitana, i vescovi eletti dovevano recarsi a Roma, per vedersi riconosciuta la propria elezione e per farsi consacrare. Di ritorno da Roma, nel 1175, il vescovo Jocelin portò con sé una bolla di papa Alessandro III che riconosceva l'indipendenza di Glasgow e la sottometteva alla immediata soggezione della Santa Sede.
Nel XII secolo la diocesi comprendeva le contee di Ayr, Renfrew, Dumbarton, Lanark, Selkirk, Roxburgh, Peebles, Dumfries e una parte di Kirkcudbright. Oltre alla giurisdizione ecclesiastica su queste terre, i vescovi esercitavano anche la giurisdizione temporale su diversi possedimenti, tra cui la baronia di Conclud, suddivisa nei distretti di Partick, Govan, Badermonoc e Shettleston.
Fino al 1560, quando la pratica della fede cattolica fu soppressa con atto del Parlamento di Scozia, quasi tutti i vescovi di Glasgow hanno avuto un ruolo attivo nel governo del paese, sia come cancellieri o tesorieri del regno, o come reggenti durante la minor età di un sovrano. Il vescovo Robert Wishart (consacrato nel 1272 e morto nel 1316) si distinse per il suo patriottismo durante la guerra d'indipendenza scozzese, e fu l'amico di William Wallace e Robert Bruce. William Turnbull (consacrato nel 1447 e morto nel 1454) ottenne nel 1450 da papa Niccolò V la carta di fondazione dell'Università di Glasgow.
Nel 1472 la sede di Saint Andrews fu elevata al rango di sede metropolitana, a cui furono sottomesse come suffraganee tutte le diocesi scozzesi, tra cui anche quella di Glasgow. Il 9 gennaio 1492 papa Innocenzo VIII elevò anche Glasgow al rango di sede metropolitana con la bolla Personam tuam. A metà del Cinquecento aveva come suffraganee le diocesi di Whithorn-Galloway e di Lismore o Argyll.
L'ultimo vescovo prima della Riforma protestante e della soppressione delle diocesi cattoliche fu James Beaton, che riparò in Francia, a Parigi, dove morì il 24 aprile 1603.

### Dopo la Riforma
Con l'affermarsi della riforma, nel diritto latino tutte le diocesi cattoliche scozzesi furono di fatto soppresse e sostituite dal vicariato apostolico d'Inghilterra (oggi arcidiocesi di Westminster). Alcuni missionari furono inviati in Scozia, tra cui il gesuita John Ogilvie, che subì il martirio a Glasgow nel 1615. Alle diocesi cattoliche si sostituirono diocesi della Chiesa di Scozia, che non ebbero peraltro miglior fortuna poiché, dopo un'iniziale continuità nell’episcopato, le due rivoluzioni calviniste del Seicento ne comportarono la definitiva estinzione. Tutte le chiese della nazione divennero indistintamente proprietà della Chiesa di Scozia.
Nel 1653 papa Innocenzo X eresse per la Scozia una prefettura apostolica, diventata vicariato apostolico nel 1694. Nel 1683 fallì un tentativo di aprire una cappella cattolica a Glasgow, città dove fino alla seconda metà del XVIII secolo non sono documentati cattolici, fino all'arrivo di immigrati irlandesi. Da questo momento alcuni preti, noti come visiting priests, poterono officiare a Glasgow. Nel 1797 John Farquharson aprì una cappella in città, aiutato da alcuni preti francesi fuggiti dalla loro patria. Nel 1816 fu aperta la chiesa di Sant'Andrea, odierna cattedrale.
Il vicariato apostolico del Distretto Occidentale con sede a Glasgow fu eretto il 13 febbraio 1827 con il breve Quanta laetitia di papa Leone XII, ricavandone il territorio dal vicariato apostolico del distretto delle Lowlands (oggi arcidiocesi di Saint Andrews ed Edimburgo).
La carestia che colpì l'Irlanda a metà dell'Ottocento, portò numerosi irlandesi ad emigrare a Glasgow, aumentando considerevolmente il numero dei cattolici. Questo creò dei problemi interni al vicariato apostolico, a causa del nazionalismo irlandese sostenuto da buona parte dei nuovi arrivati, che avevano fondato il Glasgow Free Press. Ad esacerbare la situazione ci pensò il vescovo coadiutore, James Lynch, irlandese d'origine, nominato nel 1866, sostenitore della causa, che in seguito fu costretto a trasferirsi in Irlanda.
Nel 1874 fu aperto un seminario regionale nel distretto di Partickhill a Glasgow.
Il 4 marzo 1878 con la bolla Ex supremo Apostolatus, papa Leone XIII restaurò la gerarchia cattolica in Scozia. Furono restaurate le antiche sedi pre-riforma, tra cui anche quella di Glasgow, con il rango di arcidiocesi non metropolitana, immediatamente soggetta alla Santa Sede. Il suo territorio corrispondeva a quello del vicariato apostolico del Distretto Occidentale, ad eccezione della parte ceduta a vantaggio dell'erezione della diocesi di Galloway.
(papa Leone XIII, lettera apostolica Ex Supremo Apostolatus, 4 marzo 1878)
Il 25 maggio 1947 ha ceduto una porzione del suo territorio a vantaggio dell'erezione delle diocesi di Motherwell e di Paisley, mentre un'altra porzione di territorio è stata ceduta alla diocesi di Galloway. Contestualmente, con la bolla Dominici gregis di papa Pio XII, è stata elevata al rango di sede metropolitana.

## Cronotassi
Si omettono i periodi di sede vacante non superiori ai 2 anni o non storicamente accertati.

### Vescovi prima della Riforma
- John † (1115 - 28 maggio 1147 deceduto)
- Herbert † (24 agosto 1147 - 1164 deceduto)
- Ingelram † (28 ottobre 1164 - 2 febbraio 1174 deceduto)
- Jocelin † (1º giugno 1175 - 17 marzo 1199 deceduto)
- Hugh de Roxburgh † (1199 - 10 luglio 1199 deceduto)
- William de Malvoisin, O.F.M. † (1200 - 1202 nominato vescovo di Saint Andrews)
- Fiorenzo d'Olanda (dopo il 1202 - 1207 deceduto)
- Walter † (2 novembre 1208 - 1232 deceduto)
- William de Bondington † (dopo l'8 settembre 1233 - 1258 deceduto)
- John de Cheam † (1260 - 1268 deceduto)
- Nicholas de Moffat † (1268 - 1270 deceduto)
- William Wishart † (circa 1271 - 15 maggio 1273 nominato vescovo di Saint Andrews)
- Robert Wishart † (1273 - novembre 1316 deceduto)
- Stephen de Dunnideer † (13 giugno 1317 - 1318 deceduto)
- John de Egglescliffe, O.P. † (17 luglio 1318 - 1322 nominato vescovo di Connor)
- John de Lindsay † (15 marzo 1323 - 1335 deceduto)
- John Wishart † (17 febbraio 1337 - 1338 deceduto)
- William Rae † (20 febbraio 1339 - 27 gennaio 1367 deceduto)
- Walter Wardlaw † (14 aprile 1367 - 23 dicembre 1383 creato pseudocardinale)
  - Walter Wardlaw † (23 dicembre 1383 - 1387 deceduto) (amministratore apostolico)
- Matthew de Glendonwyn † (1389 - 10 maggio 1408 deceduto)
  - John Framisden, O.F.M. † (1º marzo 1391) (vescovo eletto)
- William de Lauder † (9 luglio 1408 - 14 giugno 1425 deceduto)
- John Cameron † (22 aprile 1426 - 24 dicembre 1426 deceduto)
- James Bruce † (3 febbraio 1447 - ? deceduto)
- William Turnbull † (27 ottobre 1447 - 3 settembre 1454 deceduto)
- Andrew de Durisdeer † (5 maggio 1455 - 20 novembre 1473 deceduto)
- John Laing † (28 gennaio 1474 - 11 gennaio 1483 deceduto)
- Robert Blackadder † (19 marzo 1483 - 28 luglio 1508 deceduto)
- James Beaton I † (19 gennaio 1509 - 10 ottobre 1522 nominato arcivescovo di Saint Andrews)
- Gavin Dunbar † (8 luglio 1524 - 30 aprile 1547 deceduto)
- Alexander Gordon † (5 marzo 1550 - 4 settembre 1551 dimesso[8])
- James Beaton II † (4 settembre 1551 - 24 aprile 1603 deceduto)[9]

### Vescovi cattolici dopo la Riforma
- Ranald MacDonald † (13 febbraio 1827 - 20 settembre 1832 deceduto)
- Andrew Scott † (20 settembre 1832 succeduto - 15 ottobre 1845 dimesso)
- John Murdoch † (15 ottobre 1845 succeduto - 15 dicembre 1865 deceduto)
- John Gray † (15 dicembre 1865 succeduto - 4 marzo 1869 dimesso)
- Charles Petre Eyre † (16 aprile 1869 - 27 marzo 1902 deceduto)
- John Aloysius Maguire † (4 agosto 1902 - 14 ottobre 1920 deceduto)
- Donald Mackintosh † (24 febbraio 1922 - 8 dicembre 1943 deceduto)
- Donald Alphonsus Campbell † (6 gennaio 1945 - 22 luglio 1963 deceduto)
- James Donald Scanlan † (29 gennaio 1964 - 23 aprile 1974 ritirato)
- Thomas Joseph Winning † (23 aprile 1974 - 17 giugno 2001 deceduto)
- Mario Joseph Conti † (15 gennaio 2002 - 24 luglio 2012 ritirato)
- Philip Tartaglia † (24 luglio 2012 - 13 gennaio 2021 deceduto)
- William Nolan, dal 4 febbraio 2022

## Statistiche
L'arcidiocesi nel 2021 su una popolazione di 822.300 persone contava 218.170 battezzati, corrispondenti al 26,5% del totale.
| anno | popolazione | popolazione | popolazione | presbiteri | presbiteri | presbiteri | presbiteri                | diaconi | religiosi | religiosi | parrocchie |
| anno | battezzati  | totale      | %           | numero     | secolari   | regolari   | battezzati per presbitero | diaconi | uomini    | donne     | parrocchie |
| ---- | ----------- | ----------- | ----------- | ---------- | ---------- | ---------- | ------------------------- | ------- | --------- | --------- | ---------- |
| 1950 | 313.075     | 1.250.000   | 25,0        | 300        | 249        | 51         | 1.043                     |         | 58        | 450       | 65         |
| 1970 | 323.260     | 1.105.000   | 29,3        | 393        | 338        | 55         | 822                       |         | 112       | 372       | 103        |
| 1980 | 293.000     | 1.039.000   | 28,2        | 325        | 263        | 62         | 901                       |         | 92        | 432       | 111        |
| 1990 | 281.100     | 986.517     | 28,5        | 293        | 243        | 50         | 959                       |         | 71        | 341       | 109        |
| 1999 | 233.755     | 1.012.526   | 23,1        | 250        | 214        | 36         | 935                       |         | 83        | 248       | 107        |
| 2000 | 223.534     | 900.000     | 24,8        | 245        | 205        | 40         | 912                       |         | 93        | 219       | 106        |
| 2001 | 217.002     | 900.000     | 24,1        | 243        | 198        | 45         | 893                       |         | 100       | 201       | 106        |
| 2002 | 214.615     | 900.000     | 23,8        | 242        | 197        | 45         | 886                       |         | 69        | 201       | 106        |
| 2003 | 224.344     | 779.490     | 28,8        | 228        | 186        | 42         | 983                       |         | 68        | 184       | 106        |
| 2013 | 196.200     | 827.000     | 23,7        | 189        | 144        | 45         | 1.038                     | 15      | 56        | 169       | 93         |
| 2016 | 215.000     | 810.000     | 26,5        | 168        | 127        | 41         | 1.279                     | 16      | 55        | 151       | 90         |
| 2019 | 216.200     | 815.000     | 26,5        | 163        | 123        | 40         | 1.326                     | 15      | 51        | 147       | 89         |
| 2021 | 218.170     | 822.300     | 26,5        | 153        | 114        | 39         | 1.425                     | 16      | 50        | 137       | 89         |